# Schizanthus laetus
Schizanthus laetus är en potatisväxtart som beskrevs av Rodolfo Amando Philippi. Schizanthus laetus ingår i släktet fjärilsblomsterssläktet, och familjen potatisväxter. Inga underarter finns listade i Catalogue of Life.